# Lawrence Knapp
Laurence A. "Larry" Knapp, född 30 maj 1905 i Garden City i South Dakota, död 8 november 1976 i Washington, D.C., var en amerikansk landhockeyspelare.
Knapp blev olympisk bronsmedaljör i landhockey vid sommarspelen 1932 i Los Angeles.